# プエルトリコのイスラム教

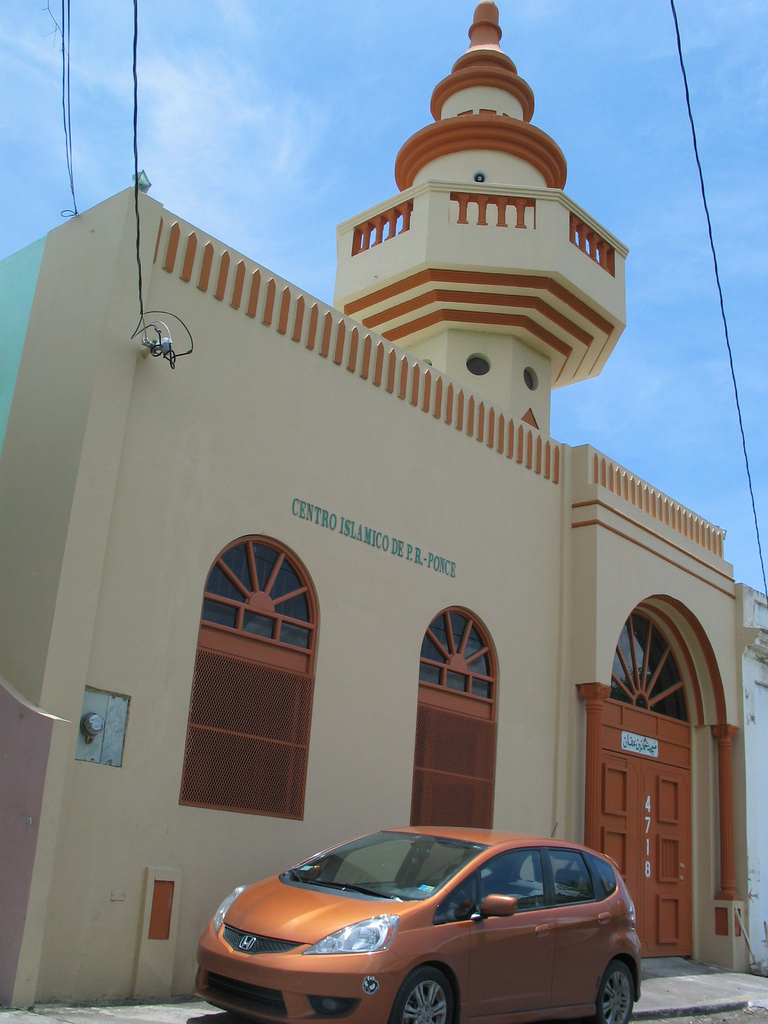
ポンセのイスラムセンター

本項目ではプエルトリコのイスラム教について記述する。

## 概要
2007年には総人口の約0.10%に当たる5000人以上がムスリムであった。初期のムスリム共同体は、大部分が1958年から1962年にかけて亡命してきたパレスチナ系移民から構成。当時圧倒的多数がサンフアンの南に位置するカグアスに居住しており、同地ではレストランや宝石店、服屋を経営。
サンフアンのモスクは当初より共同体全体を支援してきたが、現在では島内各地にモスクやイスラムセンターが複数ある。北米ムスリム協会（AMANA）もカジェイにある。